# NGC 5297
NGC 5297 је спирална галаксија у сазвежђу Ловачки пси која се налази на NGC листи објеката дубоког неба.
Деклинација објекта је + 43° 52' 21" а ректасцензија 13h 46m 23,4s. Привидна величина (магнитуда) објекта NGC 5297 износи 11,7 а фотографска магнитуда 12,4. Налази се на удаљености од 37,8000 милиона парсека од Сунца. NGC 5297 је још познат и под ознакама UGC 8709, MCG 7-28-63, CGCG 218-45, KCPG 394B, IRAS 13442+4407, PGC 48815.